# Triaspis aquila
Triaspis aquila är en stekelart som beskrevs av Martin 1956. Triaspis aquila ingår i släktet Triaspis och familjen bracksteklar. Inga underarter finns listade i Catalogue of Life.